# Der Wolli
Der Wolli (* 14. Februar 1974 in Helmstedt als Markus Wolff) ist ein norddeutscher Komiker und Entertainer.

## Werdegang
Schon während der Schulzeit hatte Wolff Spaß daran, Referate in seiner Klasse zu halten und sich auf Bühnen zu produzieren. Später spielte er auch in Laienspielgruppen mit.
1996 gründete er in Celle mit Freunden die Punkrock-Band  Marys forbidden Dreams, in der er für Gitarre und Gesang zuständig war und Songs schrieb. Mit der Band hatte er diverse Auftritte im Raum Hannover/Braunschweig. 1999 verließ er die Band wieder. In den darauffolgenden Jahren war er in weiteren Formationen aktiv.
Im Mai 2006 hatte er seinen ersten Auftritt als Komiker in der  Klara-Koch-Show in Hamburg. Kurz darauf spielte er bei Mathildes Nachbarn (später  Comedy Dusche). Beides waren sogenannte open comedy-mic's, die monatlich stattfanden und bei denen jeder, der das Publikum unterhalten wollte, einen 10-Minuten-Auftritt bekam. Hier knüpfte er erste Kontakte zur Hamburger Comedy-Szene und war regelmäßiger Gast in beiden Shows, bisweilen auch als Moderator.
2008 wurde die Künstleragentur  Kultur Marie auf ihn aufmerksam, bei der er 10 Jahre unter Vertrag stand.
2012 hatte sein erstes abendfüllendes Programm Premiere. Im gleichen Jahr spielte er erstmals und seitdem regelmäßig im Quatsch Comedy Club, bei Nightwash, bei der  komischen Nacht und in der Mitternachtsshow im Hamburger Schmidt-Theater.
Von 2012 bis 2014 war er Ensemble-Mitglied im  Show-Club von Olivia Jones.
Seit 2015 ist er regelmäßig als Gastkünstler auf  AIDA-Kreuzfahrtschiffen zu sehen.
2016 hatte sein zweites Bühnenprogramm Premiere.
Seit 2018 moderiert er regelmäßig die  Schmidt Mitternachtsshow.
Wolff lebt in Hamburg.

## Stil
Der Wolli vereint Comedy-Elemente mit Musik und Kalauern. Hierzu bedient er sich vielerlei Musikinstrumenten und Haushaltsgegenständen.

## Bühnenprogramme
- Amüsiert und Abrasiert[5] (2012)
- Hauptsache Klamauk[6] (2016)
- Wollidiot[6] (2023)

## Preise & Auszeichnungen
- NDR Comedy Contest (2013)
- Schippermütze Kühlungsborn (2014)

## TV-Auftritte
- WDR Funkhaus (2009)
- NDR Comedy Contest[7] (2010)
- Nightwash[8] (2013)
- NDR Comedy Contest (2013)